# Foisches
Foisches est une commune française située dans le département des Ardennes, en région Grand Est.

## Géographie
| Doische ( Belgique) | Doische ( Belgique) | Givet |
| Doische ( Belgique) | Foisches            | Chooz |
| Aubrives            | Ham-sur-Meuse       | Chooz |

### Hydrographie
La commune est dans le bassin versant de la Meuse au sein du bassin Rhin-Meuse. Elle est drainée par le ruisseau Fond des Vaux et le ruisseau de Fienne,.

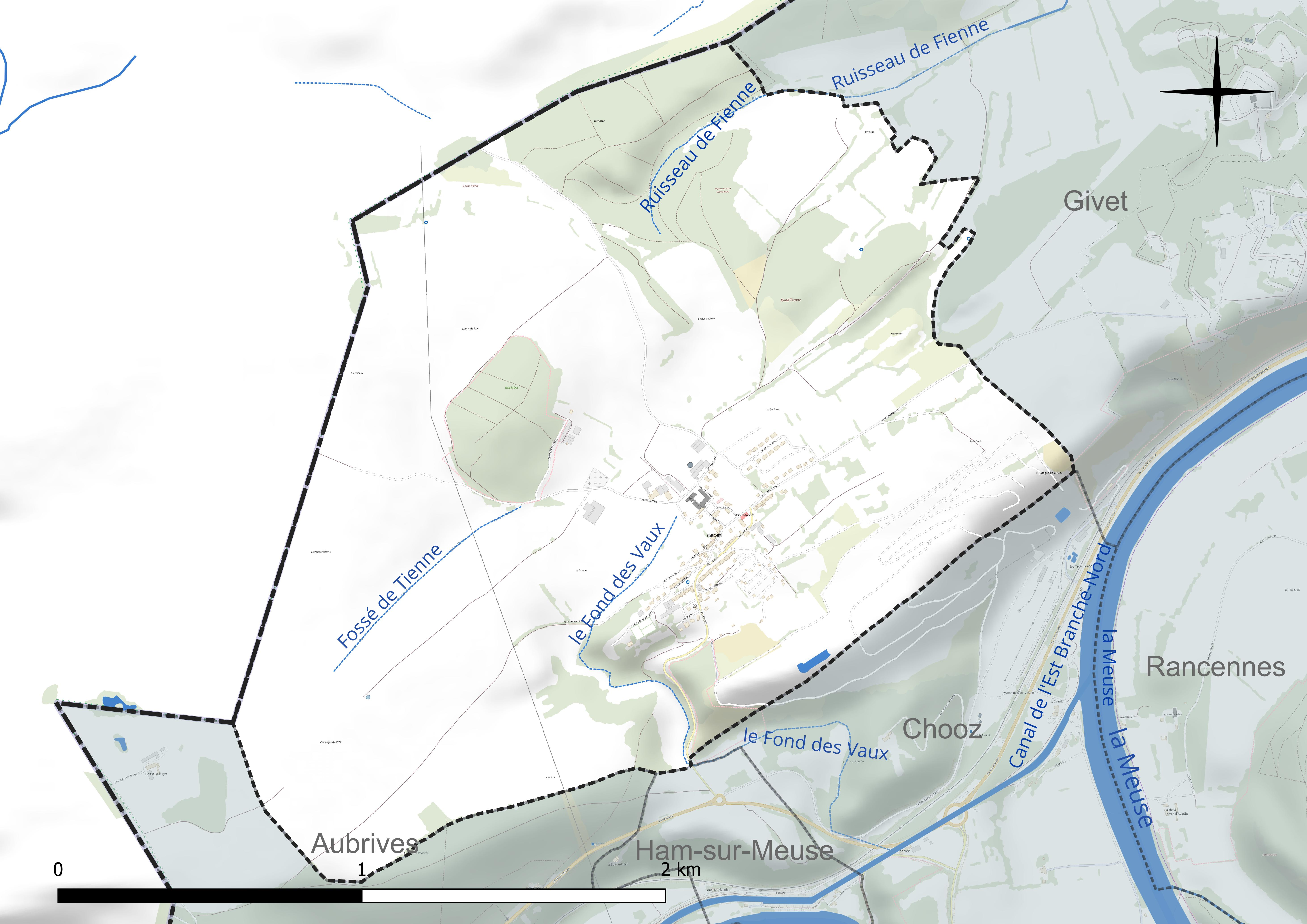
Réseau hydrographique de Foisches.

### Climat
Pour des articles plus généraux, voir Climat du Grand Est et Climat des Ardennes.
En 2010, le climat de la commune est de type climat de montagne, selon une étude du Centre national de la recherche scientifique s'appuyant sur une série de données couvrant la période 1971-2000. En 2020, Météo-France publie une typologie des climats de la France métropolitaine dans laquelle la commune est exposée à un climat océanique altéré et est dans la région climatique Lorraine, plateau de Langres, Morvan, caractérisée par un hiver rude (1,5 °C), des vents modérés et des brouillards fréquents en automne et hiver.
Pour la période 1971-2000, la température annuelle moyenne est de 10 °C, avec une amplitude thermique annuelle de 15,5 °C. Le cumul annuel moyen de précipitations est de 1 006 mm, avec 13,7 jours de précipitations en janvier et 9,7 jours en juillet. Pour la période 1991-2020, la température moyenne annuelle observée sur la station météorologique de Météo-France la plus proche, « Rocroi », sur la commune de Rocroi à 29 km à vol d'oiseau, est de 9,5 °C et le cumul annuel moyen de précipitations est de 1 210,4 mm. 
La température maximale relevée sur cette station est de 37,6 °C, atteinte le 25 juillet 2019 ; la température minimale est de −14,7 °C, atteinte le 4 février 2012,,.
Les paramètres climatiques de la commune ont été estimés pour le milieu du siècle (2041-2070) selon différents scénarios d'émission de gaz à effet de serre à partir des nouvelles projections climatiques de référence DRIAS-2020. Ils sont consultables sur un site dédié publié par Météo-France en novembre 2022.

## Urbanisme

### Typologie
Au 1er janvier 2024, Foisches est catégorisée commune rurale à habitat dispersé, selon la nouvelle grille communale de densité à 7 niveaux définie par l'Insee en 2022.
Elle est située hors unité urbaine. Par ailleurs la commune fait partie de l'aire d'attraction de Givet, dont elle est une commune de la couronne,. Cette aire, qui regroupe 11 communes, est catégorisée dans les aires de moins de 50 000 habitants,.

### Occupation des sols
L'occupation des sols de la commune, telle qu'elle ressort de la base de données européenne d’occupation biophysique des sols Corine Land Cover (CLC), est marquée par l'importance des territoires agricoles (71,9 % en 2018), en diminution par rapport à 1990 (73,7 %). La répartition détaillée en 2018 est la suivante : 
prairies (38,5 %), terres arables (33,4 %), forêts (16,5 %), mines, décharges et chantiers (5,8 %), zones urbanisées (5,7 %). L'évolution de l’occupation des sols de la commune et de ses infrastructures peut être observée sur les différentes représentations cartographiques du territoire : la carte de Cassini (XVIIIe siècle), la carte d'état-major (1820-1866) et les cartes ou photos aériennes de l'IGN pour la période actuelle (1950 à aujourd'hui).

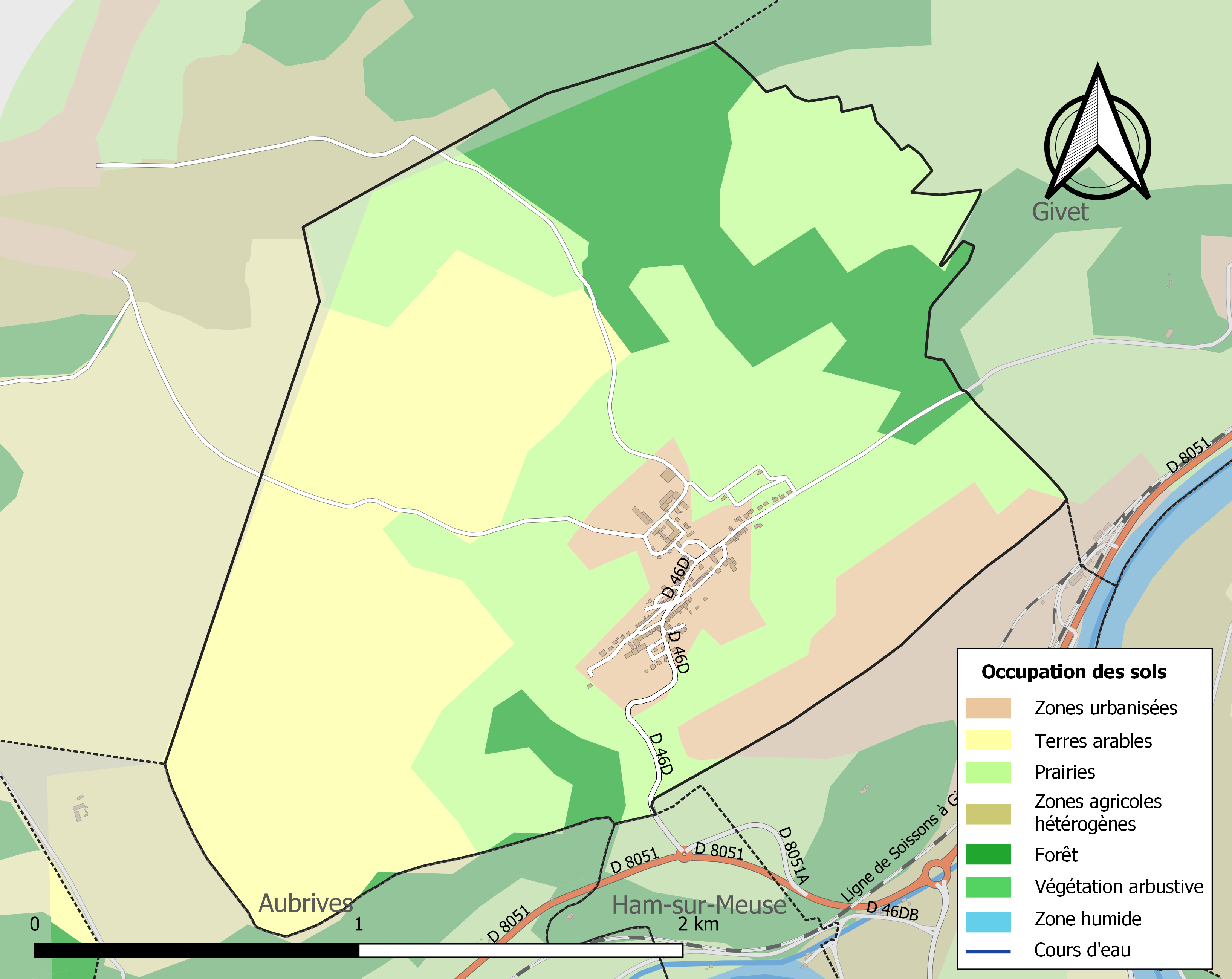
Carte des infrastructures et de l'occupation des sols de la commune en 2018 (CLC).

## Toponymie
Foisches est une appellation de lieu d'origine gauloise et il a porté Faustia, Fauxiae, Foys, Foige, Foisse ou Foisches. Pour Paul Marchot, repris par Jules Herbillon, il s'agit du prénom latin  Faustia (terra), « terre de Faustus  ».
Toute la toponymie est wallonne, langue parlée jusqu'au XXe siècle.

## Histoire
Il est nommé de façon sûre vers 868 par le polyptyque de Jean évêque de Cambrai qui recensait les possessions de Lobbes. Puis le village appartient à la seigneurie de Hierges jusqu'au XVIIIe siècle. En 1181 une bulle du pape Alexandre III reconnait une dîme due à l'abbaye d'Hastières.
Le village de Foisches a longtemps souffert de sa proximité avec Givet et le Fort de Charlemont, points névralgiques sur la Meuse.
Il a été notamment saccagé entre 1554 et 1558, à la suite des combats entre les troupes royales françaises et les armées de Charles Quint. Un acte de Charles de Berlaymont, en 1558, indique que le village est en ruines. À l'issue des combats, le capitaine de Hierges fait construire une maison forte dans la commune, placée à proximité de l'église Saint-Martin.
En 1640, l'attaque de Charlemont (tenu par les Espagnols) par les troupes du maréchal de la Meilleraye provoque à nouveau des destructions. La maison forte est remise en état dans les années qui suivent et la chapelle attenante  restaurée en 1671. Elle est transformée en ferme après la Révolution et appelée ferme des Templiers. Ce n'est pas une quelconque référence à l'Ordre des Templiers, mais un nom de famille. Le 17 juillet 1679 la forteresse de Charlemont est cédée à la France et ne revint jamais dans le giron du village dont elle avait été extraite. Le village est cédé par le prince évêque de Liège à Louis XV par traité du 24 mars 1772.
Une rue du village est dénommée rue des Boucards, les boucs de Foisches ayant été longtemps renommés pour leurs qualités de reproducteurs.
Le 14 mai 1940, lors de la bataille de France, Foisches est prise par les Allemands de l’Infanterie-Regiment 4 (unité de la  32. Infanterie-Division de Franz Böhme) qui vient de traverser la Meuse face à des unités de la 22e division d'infanterie française (général Béziers-Lafosse).

## Politique et administration
| Période                                  | Période                   | Identité                                        | Étiquette | Qualité                     |
| ---------------------------------------- | ------------------------- | ----------------------------------------------- | --------- | --------------------------- |
| Les données manquantes sont à compléter. |                           |                                                 |           |                             |
| vers 1820                                | 1831                      | Jean Joseph Demars                              |           |                             |
|                                          | 1876                      | Herbiet                                         |           |                             |
| 1877                                     |                           | Squelart                                        |           |                             |
| 1892                                     | 1896                      | Auguste Suray                                   | POSR      | Ouvrier tailleur de pierres |
| ?                                        | 1983                      | Christian Lannoy                                |           |                             |
| mars 1983                                | 2014                      | Octave Saxe                                     |           |                             |
| 2014                                     | En cours (au 25 mai 2020) | Richard Debowski Réélu pour le mandat 2020-2026 |           | Ancien cadre                |

Foisches a adhéré à la charte du parc naturel régional des Ardennes, à sa création en décembre 2011.
En 2017, la commune de Foisches a voté majoritairement pour Jean-Luc Mélenchon a 29,71% des suffrages exprimés (41 voix), devant Marine Le Pen avec 28,26% des suffrages exprimés (39 voix) et Emmanuel Macron avec 16,67% des suffrages exprimés (23 voix).

## Population et société

### Démographie
L'évolution du nombre d'habitants est connue à travers les recensements de la population effectués dans la commune depuis 1793. Pour les communes de moins de 10 000 habitants, une enquête de recensement portant sur toute la population est réalisée tous les cinq ans, les populations de référence des années intermédiaires étant quant à elles estimées par interpolation ou extrapolation. Pour la commune, le premier recensement exhaustif entrant dans le cadre du nouveau dispositif a été réalisé en 2004.

En 2022, la commune comptait 254 habitants, en évolution de +35,83 % par rapport à 2016 (Ardennes : −2,97 %, France hors Mayotte : +2,11 %).
| 1793 | 1800 | 1806 | 1821 | 1831 | 1836 | 1841 | 1846 | 1851 |
| ---- | ---- | ---- | ---- | ---- | ---- | ---- | ---- | ---- |
| 130  | 102  | 134  | 140  | 161  | 183  | 192  | 206  | 236  |

| 1866 | 1872 | 1876 | 1881 | 1886 | 1891 | 1896 | 1901 | 1906 |
| ---- | ---- | ---- | ---- | ---- | ---- | ---- | ---- | ---- |
| 231  | 228  | 218  | 216  | 219  | 204  | 202  | 211  | 207  |

| 1911 | 1921 | 1926 | 1931 | 1936 | 1946 | 1954 | 1962 | 1968 |
| ---- | ---- | ---- | ---- | ---- | ---- | ---- | ---- | ---- |
| 204  | 194  | 198  | 177  | 157  | 148  | 204  | 214  | 212  |

| 1975 | 1982 | 1990 | 1999 | 2004 | 2006 | 2009 | 2014 | 2019 |
| ---- | ---- | ---- | ---- | ---- | ---- | ---- | ---- | ---- |
| 196  | 190  | 215  | 193  | 211  | 209  | 233  | 209  | 238  |

| 2022 | - | - | - | - | - | - | - | - |
| ---- | - | - | - | - | - | - | - | - |
| 254  | - | - | - | - | - | - | - | - |

### Langue locale
Foisches fait partie du domaine wallon de France. Le lexicographe Jules Waslet (wa), qui a consacré un ouvrage au dialecte de la région de Givet, considère que le wallon de Foisches appartient à un ensemble qu'il appelle le sous-dialecte givetois d'oyi, d'après la manière d’exprimer l’adverbe d’affirmation oui dans certaines localités. Waslet précise toutefois que c'est l'adverbe ayi qui est usité à Foisches.

### Enseignement
L'école primaire est à Aubrives.

## Culture locale et patrimoine

### Lieux et monuments

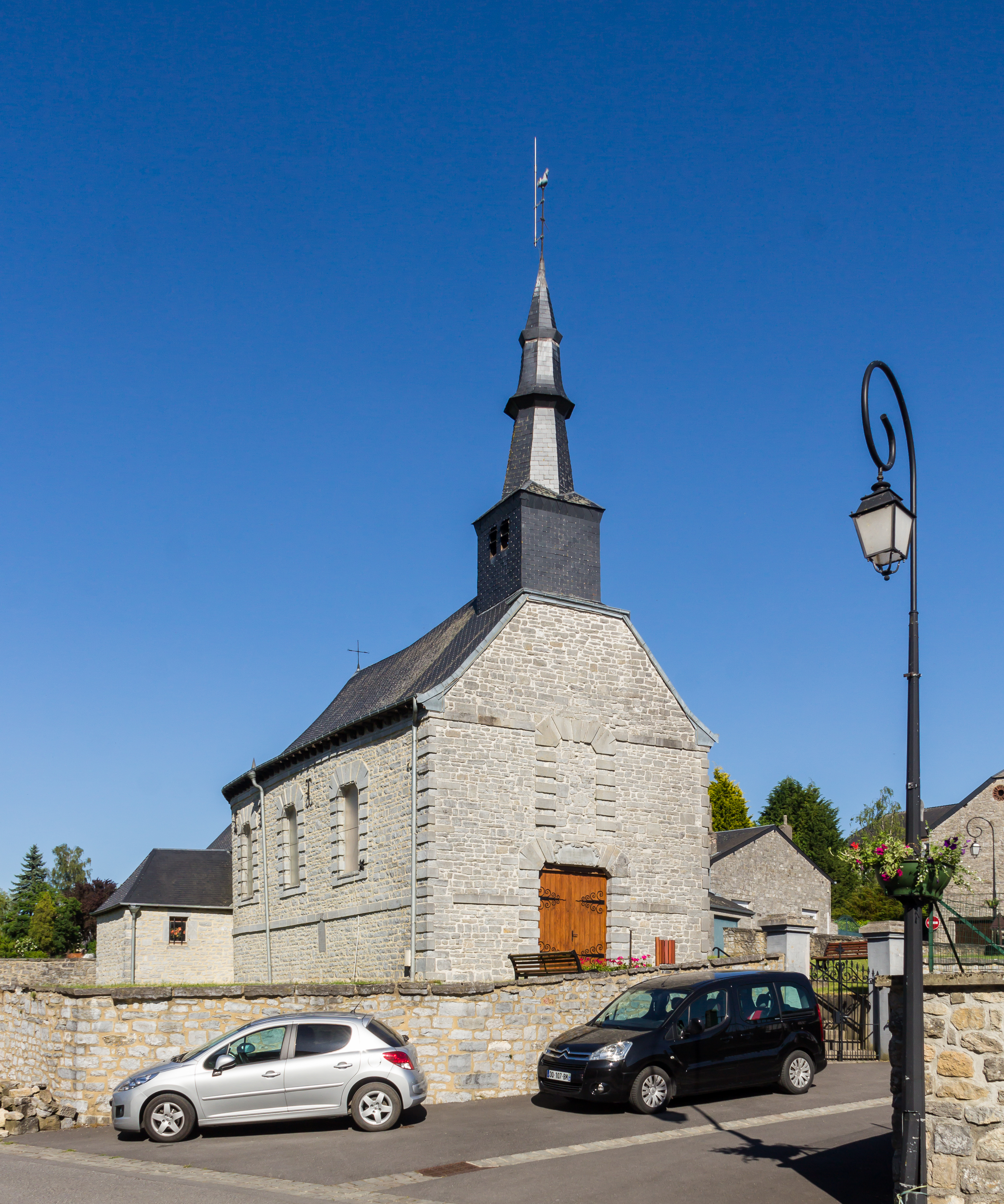
Église Saint-Martin.

- Château-ferme de Foisches, inscrite à l'inventaire des Monuments Historiques[34] en 1991[35].
- Église Saint-Martin.

### Héraldique
| Blason de Foisches | Blason  | Parti : au 1er d'or à la tour non crénelée de gueules ajourée du champ couverte d'azur, au 2e fascé de menu-vair et de gueules, le tout sommé d’un chef de gueules chargé d'un léopard contourné d’argent couronné d'or. |
| Blason de Foisches | Détails | Adopté le 18 février 2002. |